# Anatoliy Ryapolov
Anatoliy Ryapolov (né le 31 janvier 1997 à Armavir) est un athlète russe, spécialiste du saut en longueur.
Il remporte le titre olympique de la jeunesse en 2014. En juillet 2015, il devient champion d'Europe juniors à Eskilstuna en égalant son record personnel en 7 m 96 réalisé deux mois plus tôt à Krasnodar.